# Sylvia Cáceres
Sylvia Elizabeth Cáceres Pizarro (Lima, 29 de mayo de 1969) es una abogada peruana. Desde el 18 de diciembre de 2018 hasta el 15 de julio de 2020 fue Ministra de Trabajo y Promoción del Empleo del Perú durante el Gobierno de Martín Vizcarra.

## Biografía
Ingresó a la Pontificia Universidad Católica del Perú en la cual estudió Derecho y obtuvo el título de Abogada en 1994. Realizó el programa de Doctorado Derecho del Trabajo en la  Universidad de Barcelona (1997-2000) así como un Master en Gestión y Análisis de Políticas Públicas en el Instituto de Gobierno de la Universidad San Martín de Porres en convenio con la Universidad Carlos III de Madrid (2003-2004). Es candidata a Doctor en Derecho en la Universidad de Salamanca.
Estudió en el I Programa de Gobernabilidad y Gerencia Política de la Pontificia Universidad Católica del Perú en convenio con la Universidad George Washington. Ha seguido programas de especialización en Relaciones laborales en la Universidad de Castilla-La Mancha y en la Universidad de Bolonia promovidos por la Organización Internacional del Trabajo.
Realizó sus primeros trabajos como abogada en el Estudio De Belaunde & Monroy.
De 2003 a 2010 trabajó en el Ministerio de Trabajo y Promoción del Empleo como Asesora Técnica de la Alta Dirección y como Secretaria Técnica del Consejo Nacional de Trabajo.
En 2011 fue Asesora del Gobierno de Lima Metropolitana.
En agosto de 2012 fue designada como Viceministra de Trabajo por el presidente Ollanta Humala, cargo en el que permaneció hasta diciembre de 2014.
Fue directora de Electro Sur Este (2015-2016).
De agosto de 2015 a febrero de 2016 fue asesora del despacho Viceministerial de Prestaciones Sociales del Ministerio de Desarrollo e Inclusión Social. Luego fue asesora del despacho ministerial del Ministerio de la Mujer y Poblaciones Vulnerables hasta julio de 2016.
De octubre de 2016 a enero de 2017 fue Secretaria General del Seguro Social de Salud - EsSalud.
Fue designada como Superintendente de la Superintendencia Nacional de Fiscalización Laboral en febrero de 2017, cargo al que renunció en abril de 2018.
El 18 de diciembre de 2018 juró como Ministra de Trabajo y Promoción del Empleo del Perú.
El 11 de marzo de 2020 se publicó una entrevista con RPP donde, la ministra declaró, que los trabajadores a quienes por el decreto de urgencia deberían entrar en cuarentena para prevenir el coronavirus, los empleadores les podrían adelantar sus vacaciones.